# Denice Dest
Denice Dest (Amsterdam, 24 maart 1979) is een Nederlands televisiepersoonlijkheid.
Ze leerde tussen 1990 en 1994 aan het Ivo College (voorloper van IVKO (Individueel Voortgezet Kunstzinnig Onderwijs). Daarna volgde tussen 1994 en 1998 het Middelbaar beroepsonderwijs, studie sociaal-juridisch dienstverlening. Ze werkte vervolgens enige tijd bij UPC Nederland B.V. (2000-2002), Radion (doorbitch, 2000-2007), ING Groep (2003-2013). In die jaren verzorgde ze theatervoorstellingen, deed aan stand-upcomedy (2012-2017). Sinds november 2021 is ze de opvolger van Sergio Vyent, maître bij het televisieprogramma First Dates. 
Vanaf 2014 leidt ze het bedrijf Press Play Coaching; een jaar later was ze teamleider bij The Fundraising Company; functies die ze naast First Dates in 2022 ook uitoefent.
Ze ontmoette haar man Tim tijdens een technofeest in een soort bunker op het NDSM terrein; samen hebben ze een tweeling.
In 2022 deed Dest mee aan het televisieprogramma De Alleskunner VIPS, waarin ze op de 44ste plaats eindigde. Dest deed in 2023 mee aan het televisieprogramma Ik hou van Holland.